# Trypt0fanatic
Trypt0fanatic (в переводе с англ. — «триптофанатик») — третий студийный альбом американской индастриал-рок-группы Kidneythieves, релиз которого состоялся 20 июля 2010 года.

## Об альбоме
В январе 2007 года Фри Домингес заявила, что она и Брюс Сомерс намерены возродить проект Kidneythieves, но уже в качестве дуэта. Позднее стало известно, что Домингез и Сомерс начали запись нового материала. Параллельно с работой над пластинкой участники Kidneythieves сотрудничали с KMFDM, Filter, Робом Зомби и John 5. В 2009 году Kidneythieves провели ряд концертных выступлений с Conjure One, после чего Фри Домингез заявила о скором выходе нового альбома.
Выход третьего студийного альбома под названием Trypt0fanatic состоялся 20 июля 2010 года. Trypt0fanatic был выпущен на CD и цифровом виде; обе версии альбома первоначально распространялись только через магазин на официальном сайте группы. Цифровое издание пластинки содержит два дополнительных трека: «Light Deceiver» и «Tears On A Page (Live Acoustic)».

## Список композиций
Слова и музыка всех песен — Фри Домингез.
| №   | Название             | Длительность |
| --- | -------------------- | ------------ |
| 1.  | «Jude (Be Somebody)» | 3:17         |
| 2.  | «Beg»                | 3:38         |
| 3.  | «Freeky People»      | 3:42         |
| 4.  | «Velveteen»          | 4:05         |
| 5.  | «Dead Girl Walking»  | 4:04         |
| 6.  | «Size Of Always»     | 3:41         |
| 7.  | «Comets + Violins»   | 3:34         |
| 8.  | «Lick U Clean»       | 3:43         |
| 9.  | «Dark Horse»         | 3:31         |
| 10. | «Tears On A Page»    | 4:18         |

| №   | Название                          | Длительность |
| --- | --------------------------------- | ------------ |
| 11. | «Light Deceiver»                  | 4:39         |
| 12. | «Tears On A Page (Live Acoustic)» | 5:35         |

## Участники записи
| - Фри Домингез — вокал, дизайн - Брюс Сомерс — гитара, бас-гитара, синтезатор, программинг, продюсирование - Шон Биван — гитара, микширование - Джин Ренард — фотограф |